# From the Inside (альбом)
From the Inside — одиннадцатый студийный и четвёртый сольный альбом американского рок-певца Элиса Купера, выпущенный в ноябре 1978 года. На создание этого альбома Купера вдохновило пребывание в Нью-Йоркской лечебнице, где он лечился от алкоголизма. Каждый из персонажей песен основан на реальных историях людей, встреченных Купером в лечебнице. Для работы над альбомом Элис пригласил троих бывших членов группы Элтона Джона: поэта Берни Топина, гитариста Дэйви Джонстоуна и бас-гитариста Ди Мюррея.
Главный сингл альбома «How You Gonna See Me Now» является ранним примером пауэр-баллады, и достиг 12-го места в рейтинге Billboard Hot 100.

## Список композиций
Все тексты написаны Элисом Купером и Берни Топином.
1. «From the Inside» (Купер, Дик Вагнер, Дэвид Фостер) — 3:55
2. «Wish I Were Born in Beverly Hills» (Купер, Вагнер) — 3:38
3. «The Quiet Room» (Купер, Вагнер) — 3:52
4. «Nurse Rozetta» (Купер, Стив Люкатер, Фостер) — 4:15
5. «Millie and Billie» (Купер, Брюс Робертс) — 4:15
  - исполняют Купер и Марси Леви
6. «Serious» (Купер, Вагнер) — 2:44
7. «How You Gonna See Me Now» (Купер, Вагнер) — 3:57
8. «For Veronica’s Sake» (Купер, Вагнер) — 3:37
9. «Jackknife Johnny» (Купер, Вагнер) — 3:45
10. «Inmates (We’re All Crazy)» (Купер, Вагнер) — 5:03

Это один из альбомов Элиса Купера, который был переиздан в 1990 году на аудиокассетах и CD компанией Metal Blade Records. Другими двумя стали Muscle of Love и Lace and Whiskey. Позднее альбом переиздавался в 2010-х годах на CD в Японии и на виниле в Европе и США.

## Состав
- Элис Купер — вокал
- Дик Вагенр — гитара
- Стив Люкатер — гитара
- Рик Нильсен — гитара
- Дэйви Джонстон — гитара
- Джефферсон Кевли — гитара
- Джей Грейдон — гитара
- Кенни Пассарелли — бас
- Дэвид Хангейт — бас
- Джон Пирс — бас
- Ди Мюррей — бас
- Ли Скляр — бас
- Рик Шлоссер — ударные
- Деннис Конуэй — ударные
- Майкл Ричиарделла — ударные
- Джим Келтнер — перкуссионные
- Дэвид Фостер — клавишные
- Фред Мандель — клавишные
- Робби Кинг — клавишные
- Марси Леви — вокал